# Opel Meriva
Opel Meriva este o mașină comercializată de producătorul german de automobile Opel pe platforma de Corsa, din mai 2003 până în iunie 2017, pe parcursul a două generații.